# 第47独立機械化旅団 (ウクライナ陸軍)
第47独立機械化旅団（だい47どくりつきかいかりょだん、ウクライナ語: 47-ма окрема механізована бригада）は、ウクライナ陸軍の旅団。第9軍団隷下。
西側諸国供与の装備が配備されており、ロシア連邦軍から最も戦闘能力の高い部隊と評価される。

## 歴史

### ロシアのウクライナ侵攻

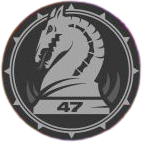
第47独立強襲大隊章

2022年4月26日、ロシアのウクライナ侵攻の影響に伴い、志願兵を主体に第47独立強襲大隊としてキーウで創設された。

#### 東部・バフムート戦線
2022年6月、激戦地の東部ドネツィク州バフムート地区に配備され、第30独立機械化旅団の救援でバフムート南のスビトロダルスク方面で攻勢を開始し、初陣ながら2日間でロシア軍を4km押し戻したことでヴァレリー・ザルジニー総司令官に評価され、同月に部隊増強に伴い、第47独立強襲連隊に改編された。
2022年10月、部隊増強に伴い、第47独立機械化旅団に改編された。連隊への再編中だったため、後方部隊も含めた全隊がドイツで訓練を受け、兵員は創設時の400人から、4か月ほどで4,000人に増強された。アメリカ合衆国供与のM1A1エイブラムス戦車の訓練と受領が予想外に遅れたため、戦車大隊は帰国できずに未編成となり、後に実戦での機械化大隊と戦車大隊の連携に影響を及ぼした。
2023年4月、NATOの機密文書が流出し、西側諸国供与のM2ブラッドレー歩兵戦闘車が配備されたことが判明した。

#### 南部・ザポリージャ戦線
2023年6月、南部ザポリージャ州に再配置され、戦車大隊未編成のため第1独立戦車旅団隷下の1個戦車大隊の火力支援を受け、第33独立機械化旅団と共にオリヒウ方面で攻勢を開始したが、連携不足を露呈し、地雷原で手詰まり戦術変更を余儀なくされた。ロシア国防省はレオパルト2　3輌を含む戦車30輌以上の大損害を与えて撃退したと主張した。8月にロシア軍の第1防衛線を突破し、ロボティネを解放した。

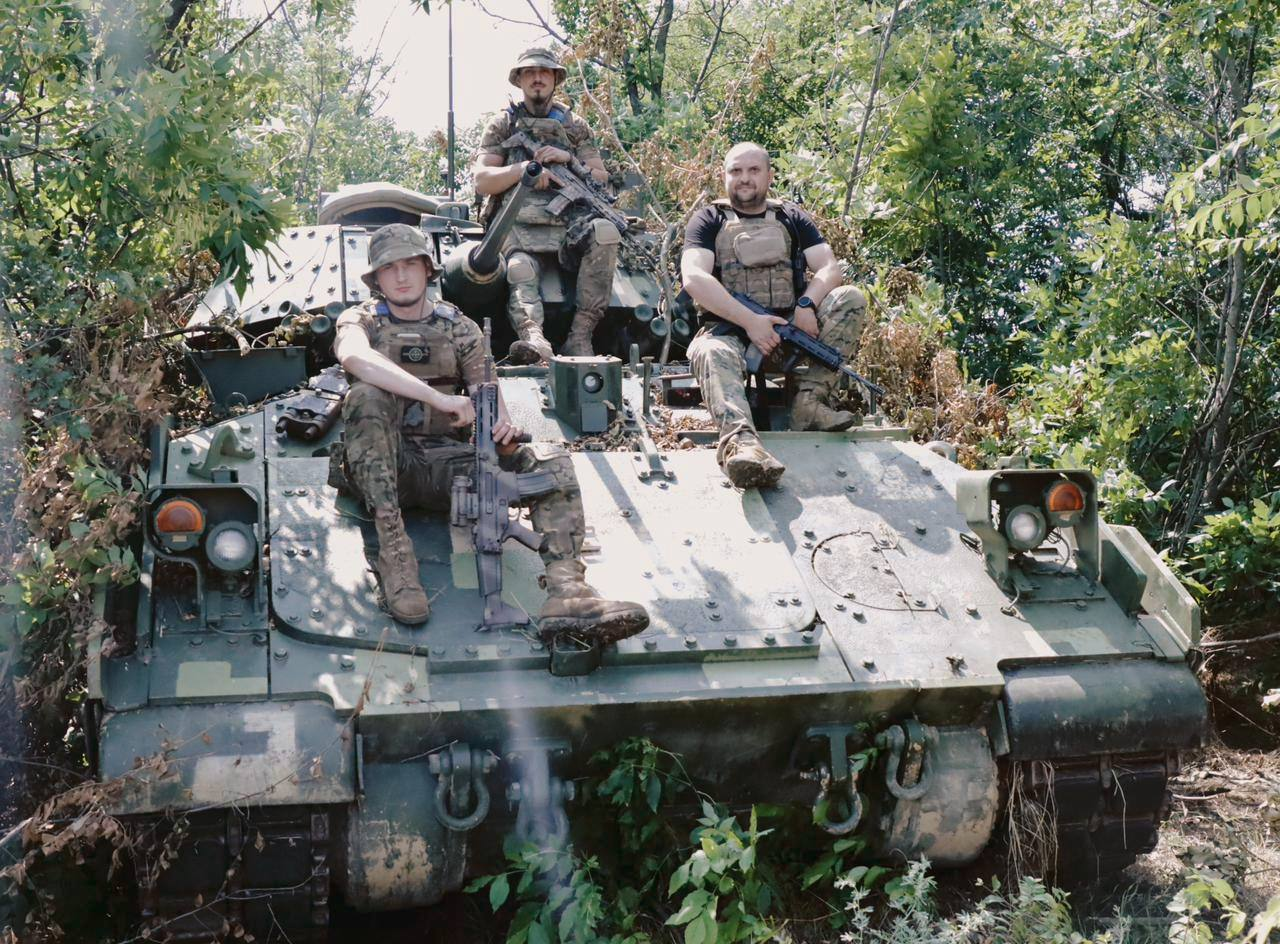
アメリカ合衆国供与のM2ブラッドレー歩兵戦闘車運用の様子
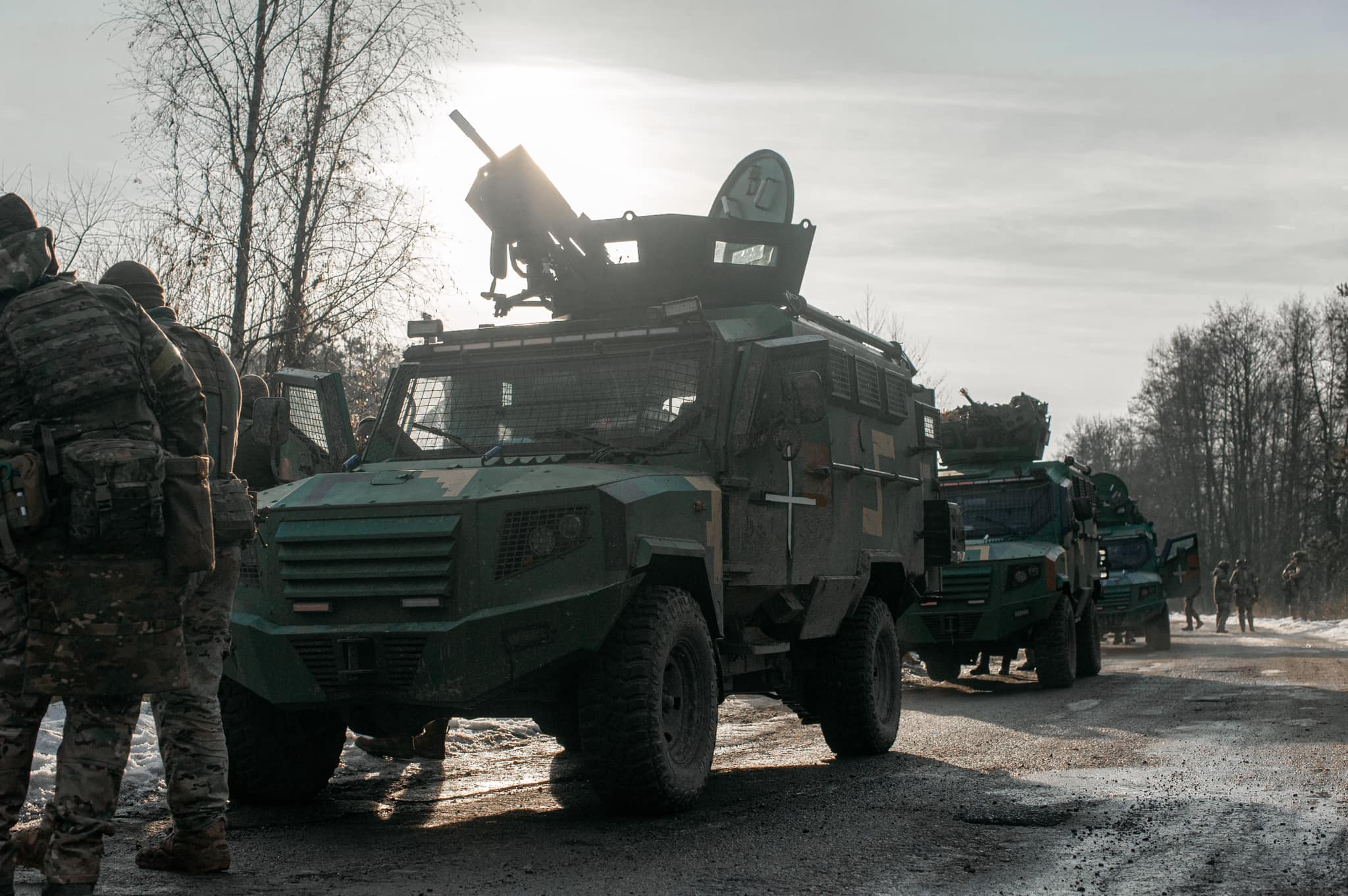
トルコ供与のパンテーラT6運用の様子

#### 東部・アウディーイウカ戦線

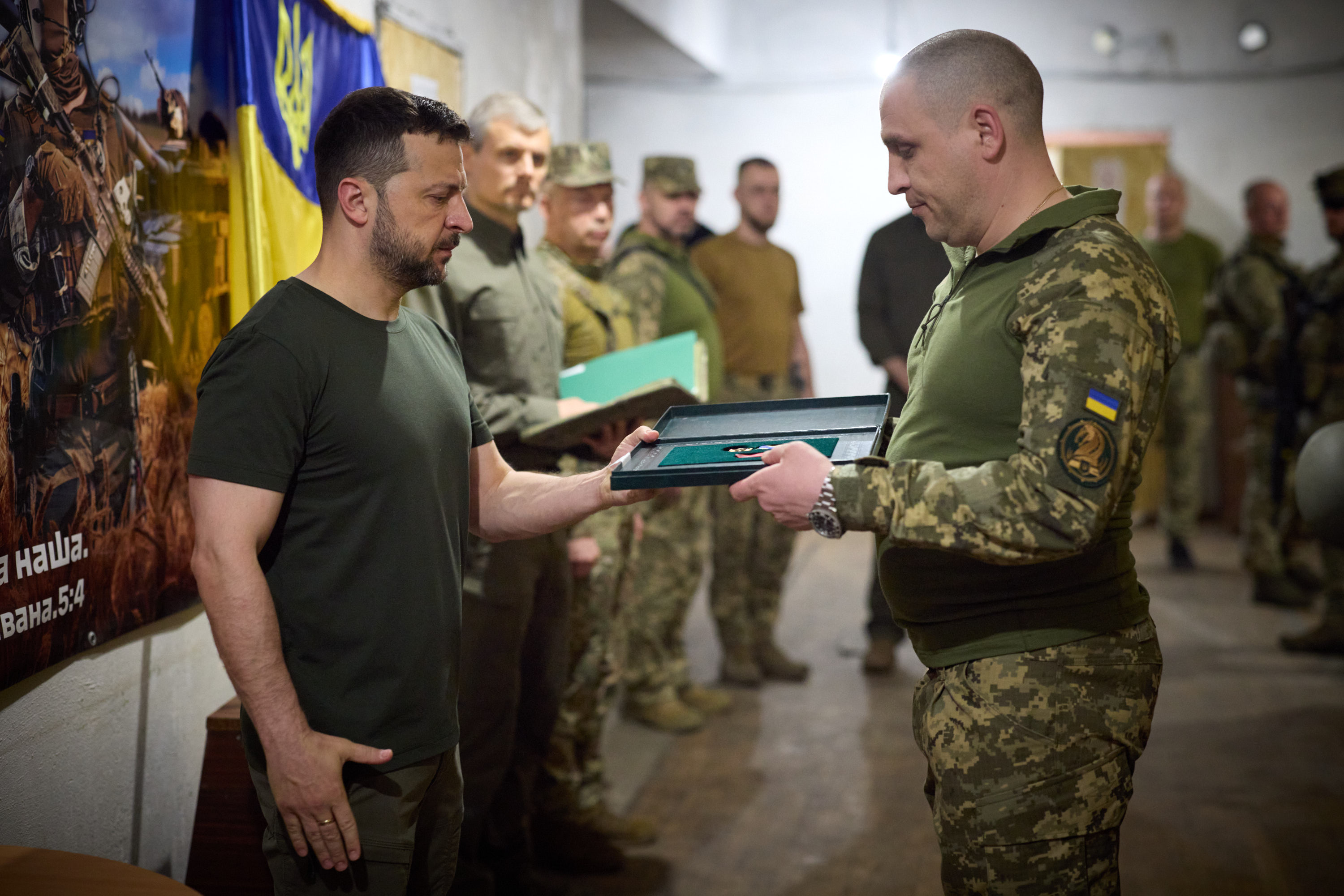
勲章授与式の様子

2023年10月、激戦地の東部ドネツィク州ポクロウシク地区に再配置され、第110独立機械化旅団の救援でアウディーイウカ北を防御した。
2024年1月には、旅団のM2ブラッドレー歩兵戦闘車がロシア軍のT-90戦車に激しい攻撃を加え、破壊する映像が報道された。
2024年1月、戦車大隊が訓練を修了してドイツから帰国した。
2024年4月、アウディーイウカ北のオチェレティネ方面に配置されていたが、第115独立機械化旅団とのローテーション時に連係ミスで陣地がもぬけの殻となり、ロシア軍にオチェレティネを占領された。第115旅団の到着が遅れ、第47旅団も到着前に引き継ぎせずに後方に移動したため発生したが、手当のため急遽戦線復帰したこともあり、第115旅団が逃亡したと非難した。
2024年5月6日、ウォロディミル・ゼレンスキー大統領より、勇気と勇敢さに対する栄誉賞を授与された。

#### ロシア・クルスク戦線
2024年10月、ロシア・クルスク州に再配置され、友軍の救援でスジャ方面に展開した。

## 編制
- 旅団司令部（ホストメリ）
- 第1機械化大隊
- 第2機械化大隊
- 第3機械化大隊
- 戦車大隊
- 第25独立強襲大隊
- 第26独立小銃大隊
- 旅団砲兵群
  - 本部中隊
  - 第1自走砲大隊
  - 第2自走砲大隊
  - ロケット砲大隊
  - 対戦車砲大隊
- 防空大隊

- 工兵大隊
- 整備大隊
- 兵站大隊
- 偵察中隊
- 電子戦中隊
- 通信中隊
- レーダー中隊
- NBC防護中隊
- 衛生中隊
- 無人システム大隊 ストリクス